# Кастро, Алисон
Алисо́н Эуле́р де Фре́йтас Ка́стро, более известный как просто Алисо́н (порт. Alisson Euler de Freitas Castro) (род. 25 июня 1993 в Риу-Помба, штат Минас-Жерайс) — бразильский футболист, полузащитник и нападающий клуба «Сан-Паулу».

## Биография
Алисон, будучи уроженцем штата Минас-Жерайс, прошёл обучение в академии одного из сильнейших клубов региона — «Крузейро». На молодёжном уровне в 2008 году отправлялся в краткосрочную аренду в «Кабуфриенсе». На взрослом уровне дебютировал 18 ноября 2012 года в матче чемпионата Бразилии против «Флуминенсе» в Рио-де-Жанейро. Алисон вышел на замену Вальтеру Монтильо на 75 минуте, а его команда одержала победу 2:0.
С мая по август 2013 года на правах аренды выступал за «Васко да Гаму». По возвращении в Белу-Оризонти Алисон дважды становился чемпионом Бразилии (в 2013 и 2014 годах), и в результате получил вызов в молодёжную сборную Бразилии, в составе которой выиграл международный турнир в Тулоне. В 2015 году также играл за Олимпийскую сборную Бразилии (до 23 лет).
В 2016 году Алисон преодолел проблемы с частыми травмами, которые тормозили развитие его карьеры, и провёл за год 40 матчей. В 2017 году он продлил контракт с «Крузейро» и помог команде завоевать Кубок Бразилии.
В начале 2018 года Алисон перешёл в «Гремио», который в конце прошлого года завоевал Кубок Либертадорес. Уже в феврале он помог своей новой команде завоевать Рекопу Южной Америки, а вскоре стал чемпионом штата Риу-Гранди-ду-Сул. Впоследствии он завоевал с командой ещё три подряд титула в Лиге Гаушу.
По итогам чемпионата 2021 года «Гремио» вылетел в Серию B, и в январе 2022 года игрок перешёл в «Сан-Паулу». На презентации Алисон подчеркнул, что он может сыграть как в полузащите, так и в атаке, и у него нет строго закреплённой позиции на поле. Также он напомнил, что в начале карьеры успел сыграть против Рожерио Сени (главного тренера «Сан-Паулу») и обменяться футболками с вратарём «трёхцветных».

## Титулы и достижения
- Чемпион штата Риу-Гранди-ду-Сул (1): 2018, 2019, 2020, 2021
- Чемпион штата Минас-Жерайс (1): 2014
- Чемпион Бразилии (2): 2013, 2014
- Обладатель Кубка Бразилии (1): 2019
- Финалист Кубка Бразилии (2): 2014, 2020
- Обладатель Рекопы Южной Америки (1): 2018

Молодёжные
- Чемпион Бразилии (до 20) (2): 2010, 2012
- Победитель Турнира в Тулоне (1): 2014